# Władysław Głowacki (duchowny)
Władysław Głowacki (ur. 1902, zm. ?) – polski duchowny rzymskokatolicki, wyróżniony tytułem i medalem „Sprawiedliwy wśród Narodów Świata”.

## Życiorys
W trakcie okupacji niemieckiej przebywał w getcie warszawskim, gdzie pracował na terenie parafii św. Augustyna na Nowolipkach. W ramach udzielanej pomocy ks. Głowacki wydał ponad 300 metryk, dostarczał żywność do getta i przeprowadził wielu Żydów na tzw. aryjską stronę.
W 1981 został wyróżniony tytułem i medalem Sprawiedliwy Wśród Narodów Świata. Postać ks. Głowackiego pojawiła się w filmie dokumentalnym Sprawiedliwi z 1996 w reż. Marii Wiśnickiej.